# Marcelo Larrondo
Marcelo Alejandro Larrondo Páez (Tunuyán, Mendoza; 16 de agosto de 1988) es un exfutbolista argentino nacionalizado chileno. Se desempeñaba como delantero.

## Biografía
Marcelo nació de una pareja compuesta por su madre Alicia, oriunda de Mendoza, y su padre Marino, un chileno oriundo de Combarbalá. Cuando Marcelo tenía dos años se trasladó a vivir con su familia en Calama, donde estuvieron un año antes de volver a vivir en Mendoza.

## Trayectoria
Surgido de las inferiores del club tunuyanino Fernández Álvarez de Los Sauces, en 2006 debutó como jugador profesional en Sportivo Desamparados de San Juan. Tras apenas una temporada era fichado por el A. C. Siena, donde alternó temporadas entre la Serie A y Serie B. En sus cuatro años en el club jugó 69 partidos, marcando 9 goles.
En 2013, era cedido a la A. C. F. Fiorentina para disputar la Serie A 2013-14, donde solamente disputó 7 encuentros con 2 goles. Luego de aquel paso sin pena ni gloria, fue vendido al Torino F. C. por 1.3 millones de euros. En sus dos temporadas en el club solo jugó 10 partidos, debido a que tuvo una fractura del pie que lo dejó más de 140 días lejos del futbol.
En el primer semestre de 2015, fue cedido al Club Atlético Tigre y  luego, fichó por Rosario Central para disputar la Primera División de Argentina 2015, a cambio de 400 mil euros. En el club de Rosario es donde se destacaría, formando una dupla de ataque con Marco Ruben y compartiendo equipo con figuras como Lo Celso, Gustavo Colman, Javier Pinola y Franco Cervi.
En julio de 2016 fichó por River Plate a cambio de 3 millones de dólares. Luego de un primer año con pocos partidos, en agosto de 2017, fue sometido a una artroscopía de rodilla izquierda, a raíz de un síndrome meniscal. Esto lo llevó a perder consideración del técnico Marcelo Gallardo y no lograr volver a luchar por un puesto. Debido a esto, le siguió un par de cesiones: en julio de 2018, es cedido a préstamo a Defensa y Justicia por seis meses y en 2019 estuvo un año en Unión La Calera.
En enero de 2020 fue traspasado, en condición de libre, para cumplir un segundo ciclo en Tigre de la Primera Nacional.
El 23 de octubre de 2020 fue anunciado como nuevo refuerzo de O'Higgins, para afrontar la segunda rueda del torneo de Primera División de 2020. En una temporada y media junto al equipo de Rancagua, Larrondo convirtió 15 goles en 41 partidos disputados.
Tras no renovar con O'Higgins, el 25 de febrero de 2022 se confirmó su arribo a Audax Italiano, siendo esta la tercera camiseta diferente que viste en el fútbol chileno. Su debut con el equipo de La Florida llegó el 6 de marzo, coincidentemente frente a su ex equipo, O'Higgins, en el empate 2-2 registrado en el Estadio El Teniente. Luego de apenas dos apariciones con el club itálico y habiendo sumado 16 minutos en cancha, Larrondo rescindió su contrato el 16 de marzo de 2022 de forma unilateral por motivos personales.

## Selección nacional
Luego de tramitar su nacionalidad chilena, para poder jugar en la Selección de Chile, fue convocado por Juan Antonio Pizzi para disputar las eliminatorias rumbo a Rusia 2018 en marzo de 2016 frente a Argentina y Venezuela, pero en un entrenamiento previo a jugar con Argentina se lesionó y quedó descartado para ambos duelos. Luego, Pizzi lo llamó para conformar la prenómina con vistas a la Copa América Centenario, mas fue luego descartado por una lesión.
De ahí en más, Larrondo nunca ha sido nominado para jugar en la Selección de Chile.

## Estadísticas
Actualizado al último partido disputado el 13 de marzo de 2022.
| Club | Div                 | Temporada           | Liga  | Liga  | Liga   | Copas Nacionales(1) | Copas Nacionales(1) | Copas Nacionales(1) | Torneos Internacionales(2) | Torneos Internacionales(2) | Torneos Internacionales(2) | Total | Total | Total  | Media Goleadora(3) |
| Club | Div                 | Temporada           | Part. | Goles | Asist. | Part.               | Goles               | Asist.              | Part.                      | Goles                      | Asist.                     | Part. | Goles | Asist. | Media Goleadora(3) |
| --- | ------------------- | ------------------- | ----- | ----- | ------ | ------------------- | ------------------- | ------------------- | -------------------------- | -------------------------- | -------------------------- | ----- | ----- | ------ | ------------------ |
| CS Desamparados Argentina | 3.ª                 | 2006-07             | 18    | 6     | ?      | —                   | —                   | —                   | —                          | —                          | —                          | 18    | 6     | ?      | 0.33               |
| CS Desamparados Argentina | Total club          | Total club          | 18    | 6     | ?      | 0                   | 0                   | 0                   | 0                          | 0                          | 0                          | 18    | 6     | ?      | 0.33               |
| CA Progreso · Uruguay | 2.ª                 | 2009                | 9     | 1     | ?      | —                   | —                   | —                   | —                          | —                          | —                          | 9     | 1     | ?      | 0.11               |
| CA Progreso · Uruguay | Total club          | Total club          | 9     | 1     | ?      | 0                   | 0                   | 0                   | 0                          | 0                          | 0                          | 9     | 1     | ?      | 0.11               |
| AC Siena · Italia | 1.ª                 |                     |       |       |        |                     |                     |                     |                            |                            |                            |       |       |        |                    |
| AC Siena · Italia | 1.ª                 | 2008-09             | —     | —     | —      | —                   | —                   | —                   | —                          | —                          | —                          | 0     | 0     | 0      | 0,00               |
| AC Siena · Italia | 1.ª                 | 2009-10             | 15    | 1     | 3      | 2                   | 1                   | 0                   | —                          | —                          | —                          | 17    | 2     | 3      | 0.12               |
| AC Siena · Italia | 2.ª                 | 2010-11             | 27    | 6     | 3      | 2                   | 0                   | 1                   | —                          | —                          | —                          | 29    | 6     | 4      | 0.21               |
| AC Siena · Italia | 1.ª                 | 2011-12             | 14    | 1     | 1      | 4                   | 0                   | 1                   | —                          | —                          | —                          | 18    | 1     | 2      | 0.06               |
| AC Siena · Italia | 1.ª                 | 2012                | 3     | 0     | 0      | 1                   | 0                   | 0                   | —                          | —                          | —                          | 4     | 0     | 0      | 0                  |
| AC Siena · Italia | Total club          | Total club          | 59    | 8     | 7      | 9                   | 1                   | 2                   | 0                          | 0                          | 0                          | 68    | 9     | 9      | 0.13               |
| ACF Fiorentina · Italia | 1.ª                 | 2013                | 7     | 2     | 0      | —                   | —                   | —                   | —                          | —                          | —                          | 7     | 2     | 0      | 0.29               |
| ACF Fiorentina · Italia | Total club          | Total club          | 7     | 2     | 0      | 0                   | 0                   | 0                   | 0                          | 0                          | 0                          | 7     | 2     | 0      | 0.29               |
| Torino FC · Italia | 1.ª                 |                     |       |       |        |                     |                     |                     |                            |                            |                            |       |       |        |                    |
| Torino FC · Italia | 1.ª                 | 2013-14             | 5     | 1     | 0      | 1                   | 0                   | 0                   | —                          | —                          | —                          | 6     | 1     | 0      | 0.17               |
| Torino FC · Italia | 1.ª                 | 2014                | 5     | 0     | 0      | —                   | —                   | —                   | 6                          | 2                          | 2                          | 11    | 2     | 2      | 0.18               |
| Torino FC · Italia | Total club          | Total club          | 10    | 1     | 0      | 1                   | 0                   | 0                   | 6                          | 2                          | 2                          | 17    | 3     | 2      | 0.18               |
| Tigre Argentina | 1.ª                 | 2015                | 13    | 3     | 1      | —                   | —                   | —                   | —                          | —                          | —                          | 13    | 3     | 1      | 0.23               |
| Tigre Argentina | 2.ª                 | 2019-20             | 4     | 1     | 0      | 0                   | 0                   | 0                   | 0                          | 0                          | 0                          | 4     | 1     | 0      | 0.25               |
| Tigre Argentina | Total club          | Total club          | 17    | 4     | 1      | 0                   | 0                   | 0                   | 0                          | 0                          | 0                          | 17    | 4     | 1      | 0.24               |
| Rosario Central Argentina | 1.ª                 |                     |       |       |        |                     |                     |                     |                            |                            |                            |       |       |        |                    |
| Rosario Central Argentina | 1.ª                 | 2015                | 10    | 6     | 4      | 4                   | 0                   | 0                   | —                          | —                          | —                          | 14    | 6     | 4      | 0.43               |
| Rosario Central Argentina | 1.ª                 | 2016                | 6     | 4     | 2      | —                   | —                   | —                   | 1                          | 1                          | 0                          | 7     | 5     | 2      | 0.71               |
| Rosario Central Argentina | Total club          | Total club          | 16    | 10    | 6      | 4                   | 0                   | 0                   | 1                          | 1                          | 0                          | 21    | 11    | 6      | 0.52               |
| River Plate Argentina | 1.ª                 |                     |       |       |        |                     |                     |                     |                            |                            |                            |       |       |        |                    |
| River Plate Argentina | 1.ª                 | 2016-17             | 11    | 1     | 1      | —                   | —                   | —                   | 2                          | 0                          | 1                          | 13    | 1     | 2      | 0.08               |
| River Plate Argentina | 1.ª                 | 2017-18             | —     | —     | —      | —                   | —                   | —                   | 1                          | 1                          | 0                          | 1     | 1     | 0      | 1                  |
| River Plate Argentina | Total club          | Total club          | 11    | 1     | 1      | 0                   | 0                   | 0                   | 3                          | 1                          | 1                          | 14    | 2     | 2      | 0.14               |
| Defensa y Justicia Argentina | 1.ª                 |                     |       |       |        |                     |                     |                     |                            |                            |                            |       |       |        |                    |
| Defensa y Justicia Argentina | 1.ª                 | 2018-19             | 7     | 1     | 0      | 1                   | 0                   | 0                   | —                          | —                          | —                          | 8     | 1     | 0      | 0.13               |
| Defensa y Justicia Argentina | Total club          | Total club          | 7     | 1     | 0      | 1                   | 0                   | 0                   | 0                          | 0                          | 0                          | 8     | 1     | 0      | 0.13               |
| Unión La Calera · Chile | 1.ª                 |                     |       |       |        |                     |                     |                     |                            |                            |                            |       |       |        |                    |
| Unión La Calera · Chile | 1.ª                 | 2019                | 17    | 4     | 1      | 5                   | 2                   | 0                   | 4                          | 0                          | 0                          | 26    | 6     | 1      | 0.23               |
| Unión La Calera · Chile | Total club          | Total club          | 17    | 4     | 1      | 5                   | 2                   | 0                   | 4                          | 0                          | 0                          | 26    | 6     | 1      | 0.23               |
| Tigre Argentina | 1.ª                 |                     |       |       |        |                     |                     |                     |                            |                            |                            |       |       |        |                    |
| Tigre Argentina | 1.ª                 | 2019-20             | 5     | 1     | 0      | —                   | —                   | —                   | —                          | —                          | —                          | 5     | 1     | 0      | 0.2                |
| Tigre Argentina | Total club          | Total club          | 5     | 1     | 0      | 0                   | 0                   | 0                   | 0                          | 0                          | 0                          | 5     | 1     | 0      | 0.2                |
| O'Higgins · Chile | 1.ª                 |                     |       |       |        |                     |                     |                     |                            |                            |                            |       |       |        |                    |
| O'Higgins · Chile | 1.ª                 | 2020                | 17    | 5     | 0      | —                   | —                   | —                   | —                          | —                          | —                          | 17    | 5     | 0      | 0.29               |
| O'Higgins · Chile | 1.ª                 | 2021                | 21    | 8     | 0      | 3                   | 2                   | 0                   | —                          | —                          | —                          | 24    | 10    | 0      | 0.42               |
| O'Higgins · Chile | Total club          | Total club          | 38    | 13    | 0      | 3                   | 2                   | 0                   | 0                          | 0                          | 0                          | 41    | 15    | 0      | 0.37               |
| Audax Italiano · Chile | 1.ª                 |                     |       |       |        |                     |                     |                     |                            |                            |                            |       |       |        |                    |
| Audax Italiano · Chile | 1.ª                 | 2022                | 2     | 0     | 0      | 0                   | 0                   | 0                   | 0                          | 0                          | 0                          | 2     | 0     | 0      | 0.23               |
| Audax Italiano · Chile | Total club          | Total club          | 2     | 0     | 0      | 0                   | 0                   | 0                   | 0                          | 0                          | 0                          | 2     | 0     | 0      | 0                  |
| Total en su carrera | Total en su carrera | Total en su carrera | 216   | 52    | 16     | 23                  | 5                   | 2                   | 14                         | 4                          | 3                          | 253   | 61    | 21     | 0.24               |
| (1) Incluye datos de Copa Italia, Copa Argentina y Copa Chile. (2) Incluye datos de Liga Europa de la UEFA, Copa Libertadores, Copa Sudamericana y Recopa Sudamericana. (3) No incluye goles en partidos amistosos. |                     |                     |       |       |        |                     |                     |                     |                            |                            |                            |       |       |        |                    |

## Palmarés

### Campeonatos nacionales
| Título              | Club                  | País      | Año  |
| ------------------- | --------------------- | --------- | ---- |
| Torneo Argentino A  | Sportivo Desamparados | Argentina | 2006 |
| Copa Argentina      | River Plate           | Argentina | 2016 |
| Copa Argentina      | River Plate           | Argentina | 2017 |
| Supercopa Argentina | River Plate           | Argentina | 2017 |

### Campeonatos internacionales
| Título              | Equipo      | Sede         | Año  |
| ------------------- | ----------- | ------------ | ---- |
| Recopa Sudamericana | River Plate | Buenos Aires | 2016 |
| Copa Libertadores   | River Plate | Madrid       | 2018 |

### Otros logros
| Título               | Club     | País   | Año     |
| -------------------- | -------- | ------ | ------- |
| Ascenso a la Serie A | AC Siena | Italia | 2010-11 |